# COM+
COM+ também conhecido como COM Plus é uma evolução do Microsoft Component Object Model (COM) e Microsoft Transaction Server (MTS). COM+ desenvolve e amplia as aplicações escritas usando COM, MTS, COM e outras tecnologias baseadas. COM + trata muitas das tarefas de gestão de recursos, como a alocação de discussão e de segurança. COM+ também torna as aplicações mais escaláveis, fornecendo thread pool, pool de objetos, e just-in-time ativação de objeto. COM+ também ajuda a proteger a integridade de seus dados, fornecendo suporte à transação, bancos de dados, mesmo se uma operação de múltiplos redes.

## Onde Usar?
COM+ pode ser usada para desenvolver toda a empresa, de missão crítica, aplicações distribuídas para o Windows.
Se você é um administrador de sistema, você fará a instalação, implantação e configuração de aplicativos COM + e seus componentes. Se você é um programador de aplicação, você estará escrevendo componentes e integrá-los como aplicativos. Se você é um vendedor de ferramentas, você irá desenvolver ou modificar as ferramentas para trabalhar no COM + ambiente.